# Canh chua Campuchia
Samlar machu là từ mà người Campuchia dùng để chỉ món canh chua đặc trưng của họ, với machu nghĩa là chua và samlar nghĩa là canh (samlar còn được viết là samlar, also samlor, salaw, hoặc salor), thường được biết đến như là canh chua Campuchia.
Vị chua của món canh này là do me và nhiều loại rau quả chua khác như cà chua, dứa, hay là lá sương sâm.
Có nhiều loại canh chua Campuchia. Loại phổ biến nhất là món samlor machu moun (canh chua nấu gà), nổi tiếng vì có sử dụng chanh muối.
Thịt trong canh chua Campuchia gồm có gà, cá hoặc thịt lợn. Gần đây, thay vì dùng me tươi, một loại bột canh vị me được dùng với nhãn hiệu phổ biến là Knorr.
Món này có nhiều điểm tương tự với món canh chua Nam bộ của người Việt.